# Ropień

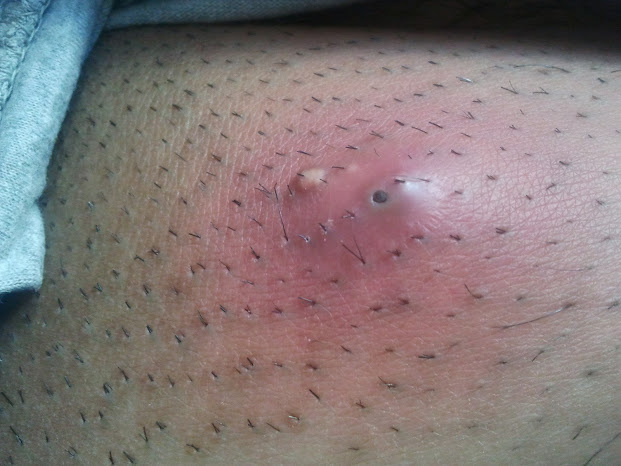
Ropień

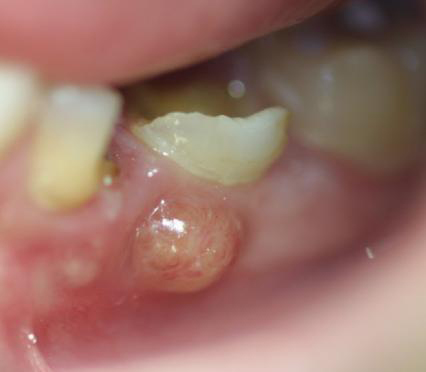
Ropień podśluzówkowy

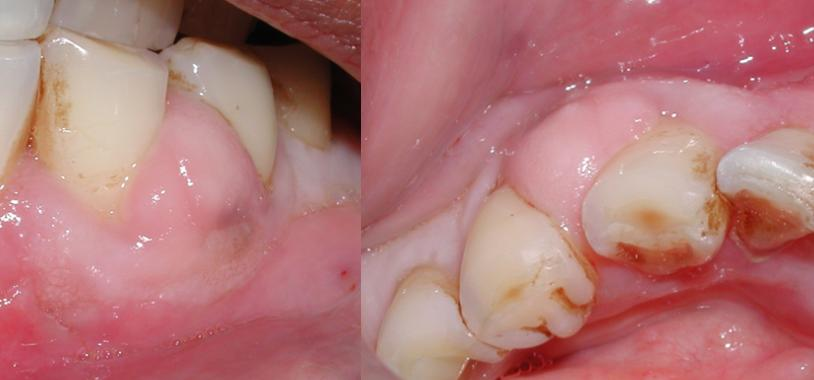
Ropień przyzębny

Ropień (łac. abscessus) – ostro odgraniczone zbiorowisko ropy w przestrzeni tkankowej, dające objawy bólowe.

## Rodzaje ropni
Ropień może powstać zarówno w tkankach miękkich, jak i w kościach. Specyficzne lokalizacje i rodzaje ropni:
- ropień wątroby
- ropień płuca
- ropień języka
- ropień zęba (ang. dental abscess lub tooth abscess)
  - zapalenie tkanek okołowierzchołkowych
    - ropień okołowierzchołkowy
    - ropień podokostnowy
    - ropień podśluzówkowy

  - zapalenie tkanek przyzębia
    - ropień dziąsła (ang. gingival abscess)
    - ropień przyzębia (ang. periodontal abscess)
    - ropień okołokoronowy (ang. pericoronal abscess)
    - połączone zmiany periodontalno-endodontyczne (ang. combined periodontic-endodontic lesions)
- ropień mózgu
- ropień podprzeponowy
- ropień Brodiego
- zapalenie wyrostka sutkowatego

## Przyczyny
Przyczyną ropnia jest zakażenie mieszane spowodowane gronkowcami i beztlenowcami.
Ropa powstaje na skutek rozpuszczenia mas martwiczych oraz bakterii przez granulocyty i makrofagi, które następnie same ulegają lizie doprowadzając do uwolnienia do otoczenia aktywnych form enzymów proteolitycznych.

## Objawy
Gdy znajduje się w pobliżu powłok ciała rozpoznaje się go po bólu, zaczerwienieniu i uciepleniu a także po objawie chełbotania (wyczuwa się pod palcami przesuwanie się płynu).

## Leczenie
Samoistne wyleczenie ropnia należy do rzadkości. Może on opróżnić się samoistnie na zewnątrz przez martwiczy odcinek skóry bądź błony śluzowej lub do światła jelita w przypadku ropnia brzucha. Zasadniczym leczeniem ropnia jest nacięcie i założenie drenów i sączka by umożliwić odpływ ropy. Niekiedy podawanie jednocześnie leków przeciwbakteryjnych (np. pochodnych penicyliny i metronidazolu) może prowadzić do wyleczenia ropnia.